# Kapfenstein
Kapfenstein est une commune autrichienne du district de Südoststeiermark en Styrie.